# Central de Minas
Central de Minas este un oraș în unitatea federativă Minas Gerais (MG), Brazilia.